# Tomás Litta
Tomás Litta (Buenos Aires, 11 de mayo de 1997) es un escritor, poeta, docente y activista cultural argentino.

## Biografía
Tomás Litta nació en la Ciudad de Buenos Aires el 11 de mayo de 1997. Comenzó a escribir a los 9 años, con una gran influencia literaria familiar. En la adolescencia comenzó a interesarse por la poesía, ámbito en el que hoy desarrolla la mayor parte de su escritura, su activismo y su producción cultural. Es Licenciado y Profesor en Letras por la Universidad de Buenos Aires (UBA).
Sus poemas, cuentos y relatos obtuvieron diversos premios, distinciones y menciones honoríficas y forman parte de diferentes antologías, convocatorias y revistas literarias y culturales.
Desde 2018, produce y coordina El cuerpo expresivo, un ciclo de poesía que reúne a representantes de diversas disciplinas como la música, la literatura, la performance y las artes visuales y que busca investigar y trabajar sobre las representaciones del erotismo en la palabra y en la oralidad. El mismo cobró gran trascendencia cultural y ha sido parte de diversos festivales.
En su activismo artístico, se destaca por la producción de espacios vinculados a la poesía, la diversidad sexual y la difusión de literatura LGBTIQ+.
Actualmente es productor y realizador de Megáfono Queer, una columna de reseñas y recomendaciones de libros LGBTIQ+ en la radio de la Universidad de Buenos Aires (Radio UBA). Además, conduce para la Asociación Civil Casa Brandon la sección Leer un mundo, un espacio destinado a la divulgación y difusión de literatura queer y editoriales independientes.
En 2020 creó Cruzadxs, un podcast que reúne autores y autoras claves de la diversidad LGBTIQ+, como Alejandra Pizarnik, Manuel Puig, Susy Shock, Federico García Lorca, María Elena Walsh, Pedro Lemebel, Camila Sosa Villada o Néstor Perlongher. El mismo convoca a artistas de múltiples disciplinas a la lectura en voz alta de textos representativos de la cultura queer.

## Obra
Poesía
- Fruto rojo (Santos Locos, 2019)[12]
- Extensión del cuerpo (Santos Locos, 2022)[13]
- El cuerpo expresivo: antología erótica (Brandon, 2022)[14][15]

Antologías
- Jazz para coger (Alta Paja ediciones, 2019)
- Mantengamos el fuego (El cuerpo expresivo, 2020)[16]
- Los peces no conocen el agua (Santos Locos, 2021)[17]
- Hablemos de amores (Somos Centelleantes, 2021)[18]
- Una marca de nacimiento (Mágicas Naranjas, 2021)
- Putiverso (Ojo de loca, 2024)

Otros
- Tarot & Poesía (Santos Locos, 2024)[19]

## Premios
- Mención honorífica en narrativa - XXXIV Certamen Poesía y Narrativa Breve De los cuatro vientos (2016)[20]
- Segundo premio en narrativa - Concurso Literario Julio Cortázar (2014)[21]